# Мечислав Сроковський
Мечислав Мар'ян Сроковський (пол. Mieczysław Marian Srokowski; 14 серпня 1873, Библо поблизу Галича — 11 вересня 1910, Варшава) — польський прозаїк і поет.

## Біографія
Мечислав Сроковський народився 14 серпня 1873 року в селі Библо (Австро-Угорщина), у збіднілій шляхетській родині герба Ястшембець. Навчався у Львівській гімназії, потім у колегіумі єзуїтів у Хирові. Вступив до Львівського університету, який не закінчив.
У Львові подружився зі сліпим поетом Станіславом Барончем, братом відомого скульптора Тадея Баронча, який став його вчителем.
Виступав у провінційних театральних трупах Царства Польського.

## Творчість
Перші вірші надрукував у 1896 році у Краківському «Dzienniku Porannym». У 1899 опублікував книгу декадентських віршів «Хворі сни» («Chore sny»). Жив у Тернополі та Варшаві, де встановив численні контакти з місцевими письменниками та поетами.
Спочатку писав вірші в дусі модерністської Молодої Польщі, присвячених, в основному, проблемам суспільства і еротичним темам.
Спроба створити оригінальну еротико-психологічну повість «Культ тіла» (Kult ciała, 1910), викликала скандал у суспільстві. Тираж був конфіскований, а автор потрапив до суду за образу суспільної моралі.
Пізніше, автор у книгах більше уваги приділяв суспільним мотивам, критичному опису відносин, що панують в австро-угорській армії, проблемам виховання і освіти.

## Вибрані твори

### Збірки оповідань
- Chore sny (1899)[6]
- Krew (1906)[7]
- Ich Tajemnica (1908)[8]
- Jak łza 1910)[9]
- Primawera

### Повісті
- Epigoni (1904)
- Hedone: Akordy zmysłowe
- Markiza
- Po prostu miłość
- Anachroniści (1910)
- Kult ciała, Dziennik człowieka samotnego (1910)[10]
- Jus primae noctis (неокончена) (1910)